# パトリオット (テレビドラマ)
パトリオット ～特命諜報員 ジョン・タヴナー～はアメリカ合衆国のブラック・コメディスパイドラマシリーズである。2015年にパイロットが公開されたのち、2017年2月24日に10話のシリーズが公開された。2017年4月、シーズン2の製作が発表され、2018年11月9日に8話が配信された。シーズン2を最後に打ち切られた。

## 概要
主人公のジョン・タヴナーは精神的な問題を抱えるフォークシンガーかつスパイである。父トムは情報機関の長であり、兄エドワードはテキサス州選出の下院議員である。ジョンは任務で別人物を誤って暗殺したことがあり、トラウマを抱える。しばしばフォークシンガーに戻り、悩みを歌にして発散する。

## あらすじ

### シーズン1のあらすじ
ジョン・タヴナーは情報機関の長である父トムに依頼されて、イランの核兵器開発計画を阻止するため、経歴と専門知識を偽ってジョン・レイクマンと名乗る。ミルウォーキーの配管会社マクミランに採用される。採用試験でのライバルを交通事故に遭わせて蹴落とし脳障害を負わせるが、彼は次第に記憶を取り戻してジョンは苦境に立つ。しばしばルクセンブルクに出張する立場を利用して、イランの物理学者と接触を図り、兄エドワードと父にサポートされる。核開発に消極的なイランの候補を支援するための資金を密かにルクセンブルクに運ぶが、誤ってブラジル人の柔術家兄弟の手に渡ってしまう。取り戻すために殺人を犯し、ルクセンブルクの女性刑事アガトに追及される。イランでは核開発に積極的な候補が当選してしまい、父の立場も苦しくなる。ジョンは専門知識の欠如をごまかし、風変わりな会社の同僚たちに悩まされ、任務を果たそうとして様々なトラブルに見舞われる。アガトはジョンの殺人を知り、資金を持って逃亡する。

### シーズン2のあらすじ
シーズン2はシーズン1の直後に始まり、パリを主な舞台とする。ルクセンブルクおよびミルウォーキーの警察、マクミラン社の同僚、ジョンの家族がパリに来る。ジョンは妻アリスとともにアガトの娘を誘拐する。エドワードはデニスと組んで自分の誘拐を装ったのち、二人でパリに来る。トムはレスリーにジョンの正体を明かす。ジョンはイラン政府高官のカンタル・ワリー暗殺を命じられ、そのために銃を盗もうとして、デニスとともに現場で指を失う。若い頃に警察で指紋を取られたことのあるジョンは、足がつかないよう指を取り戻すが足を撃たれる。ジョンが争ったパリの女性刑事は頭を打ち一時的に失明する。アガトはトムを逮捕するためにアリスの協力を求め、同僚たちを危険にさらさないよう資金をもってパリに来たと明かす。ジョンの母で政府高官のバーニスがトムを説得して、ジョンとデニスは病院で指をつけてもらうが、居所が警察にバレてしまう。エドワードの結婚パーティーが開かれる。ワリーの帰国が早まってジョンは暗殺に向かうが、実行寸前でトムから中止命令が入る。アリスはアガトに娘を返し、アガトは資金をジョンに返す。エドワードの結婚式の日、警察がトムを拘束し、バーニスが釈放させる。警察が追う中、ジョンは資金をもってドーバー海峡を泳ぎ、途中で協力者の船に拾われる。
帰国後、トムをはじめとした関係者が尋問を受け、パリでの失態を語る。

## 登場人物
※括弧内は日本語吹替。
- ジョン・タヴナー - マイケル・ドーマン（英語版）（坂詰貴之） : 主人公。フォークシンガーにしてスパイ。配管会社にエンジニアとして勤める。
- レスリー・クラレット - カートウッド・スミス（加藤亮夫） : 配管会社マクミランでのジョンの上司
- エドワード・タヴナー - マイケル・チャーヌス（英語版）（志賀麻登佳） : ジョンの兄でテキサス州選出の下院議員
- アリス・タヴナー - キャスリーン・マンロー（藤田奈央） : ジョンの妻
- アガト・アルバンス - アリエッテ・オフェイム（英語版）（有賀由樹子） : ルクセンブルクの刑事
- デニス・マクラーレン - Chris Conrad : マクミランでのジョンの同僚
- トム・タヴナー - テリー・オクィン（長克巳） : ジョンの父で情報機関の幹部
- バーニス・タヴナー - デブラ・ウィンガー : トムの妻でジョンとエドワードの母。合衆国連邦政府の運輸長官

## エピソード

### シーズン1のエピソード
| 通算 話数 | シーズン 話数 | タイトル                                                   | 監督               | 脚本                                                       | 公開日        |
| --------- | ------------- | ---------------------------------------------------------- | ------------------ | ---------------------------------------------------------- | ------------- |
| 1         | 1             | "前途多難の潜入任務" "Milwaukee, America (Pilot)"          | Steven Conrad      | 脚本: Steven Conrad 原案: Steven Conrad and ギル・ベローズ | 2015年11月3日 |
| 2         | 2             | "駐車スペース" "C-19"                                      | Steven Conrad      | Steven Conrad                                              | 2017年2月23日 |
| 3         | 3             | "マクミラン・マン" "McMillan Man"                          | Steven Conrad      | Steven Conrad                                              | 2017年2月23日 |
| 4         | 4             | "ジョンのやることリスト" "John's To-Do List 5/18/12"       | Steven Conrad      | Bruce Terris                                               | 2017年2月23日 |
| 5         | 5             | "悲しげなスーツの人" "Un Monsieur Triste En Costume"       | テッド・グリフィン | Steven Conrad                                              | 2017年2月23日 |
| 6         | 6             | "流体の構造ダイナミクス" "The Structural Dynamics of Flow" | タッカー・ゲイツ   | Jill E. Blotevogel                                         | 2017年2月23日 |
| 7         | 7             | "チャーリーはいますか？" "Hello, is Charlie There?"        | Michael Trim       | Darby Kealey                                               | 2017年2月23日 |
| 8         | 8             | "レイクマンへの容疑" "L'Affaire Contre John Lakeman"       | Jim Whitaker       | Zak Schwartz                                               | 2017年2月23日 |
| 9         | 9             | "ディック･チェイニー" "Dick Cheney"                        | Steven Conrad      | Steven Conrad & Bruce Terris                               | 2017年2月23日 |
| 10        | 10            | "リックの窮地" "Dead Serious Rick"                         | Steven Conrad      | Steven Conrad & Bruce Terris                               | 2017年2月23日 |

### シーズン2のエピソード
| 通算 話数 | シーズン 話数 | タイトル                                                 | 監督          | 脚本          | 公開日        |
| --------- | ------------- | -------------------------------------------------------- | ------------- | ------------- | ------------- |
| 11        | 1             | "アメリカのダイム" "American Dimes"                      | Steven Conrad | Steven Conrad | 2018年11月9日 |
| 12        | 2             | "バンタスナー危険ライン" "The Vantasner Danger Meridian" | Steven Conrad | Steven Conrad | 2018年11月9日 |
| 13        | 3             | "パリの銃" "The Guns of Paris"                           | Steven Conrad | Steven Conrad | 2018年11月9日 |
| 14        | 4             | "剣と手" "The Sword and the Hand"                        | Steven Conrad | Steven Conrad | 2018年11月9日 |
| 15        | 5             | "終結" "Army of Strangers"                               | Steven Conrad | Steven Conrad | 2018年11月9日 |
| 16        | 6             | "くたばれ ジョン･ウェイン" "Fuck John Wayne"             | Steven Conrad | Steven Conrad | 2018年11月9日 |
| 17        | 7             | "装填完了" "Loaded"                                      | Steven Conrad | Steven Conrad | 2018年11月9日 |
| 18        | 8             | "パリ脱出" "Escape From Paris"                           | Steven Conrad | Steven Conrad | 2018年11月9日 |

## 参照
1. ↑  Wagmeister, Elizabeth (2015年12月18日). “Amazon Picks Up Slew of Comedy, Drama, Kids Series” (英語). 2016年9月18日閲覧。
2. ↑  Petski, Denise (2017年1月27日). “‘Patriot’ Gets February Premiere Date On Amazon”. Deadline
3. ↑  “Patriot Renewed For Season 2 At Amazon”.   Deadline (2017年4月18日). 2017年12月22日閲覧。
4. ↑  Andreeva, Nellie (2019年7月27日). “‘Patriot’: No Plans For Season 3 Of Amazon Series - TCA”. Deadline. 2019年7月27日閲覧。